# Método extendido de elementos discretos

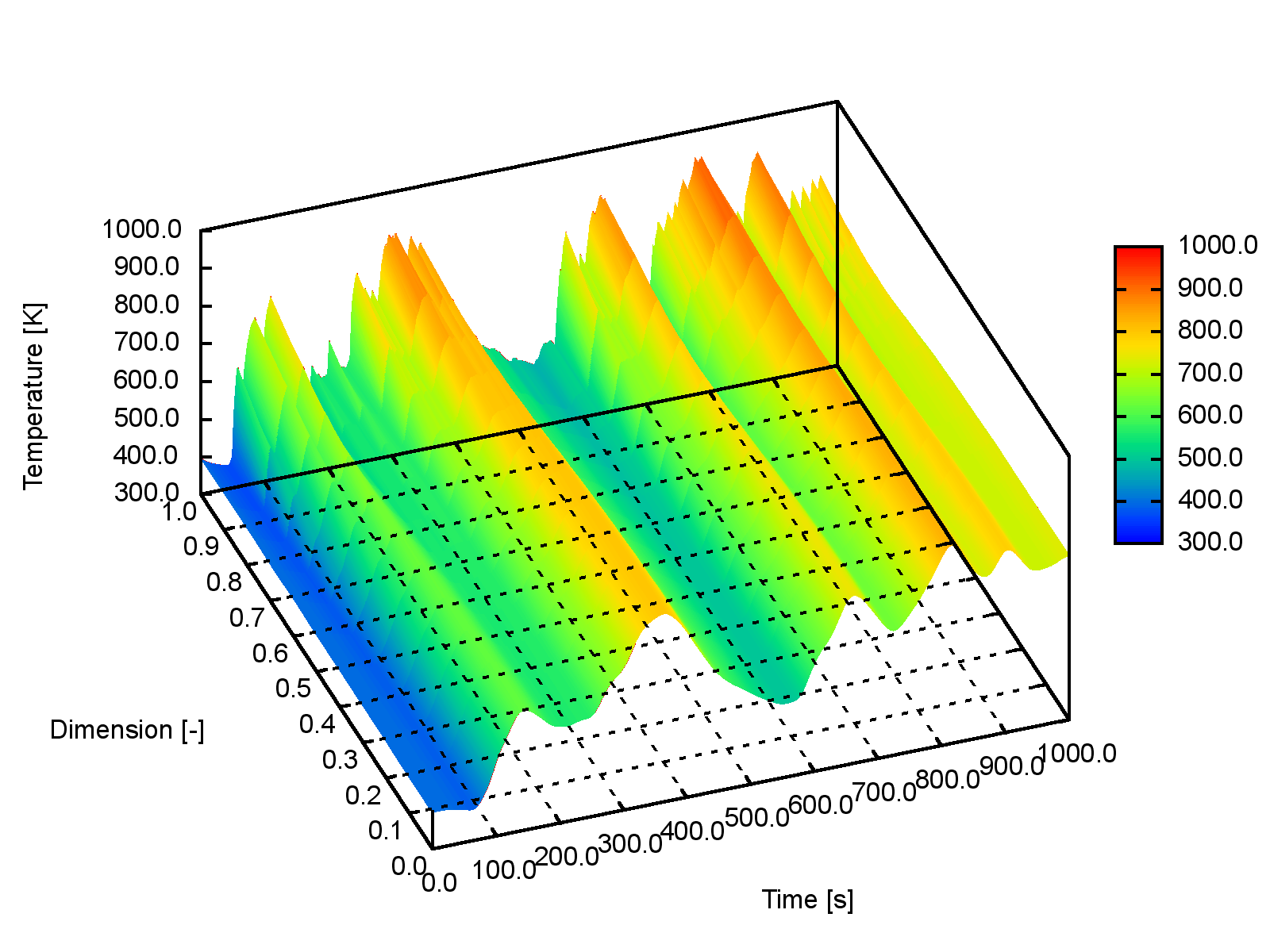
Distribución de la temperatura interior de una partícula esférica versus radio y tiempo, la cual se encuentra sometida a un flujo térmico variable en el tiempo.

El Método extendido de elementos discretos (XDEM por sus siglas en inglés: eXtended Discrete Element Method), es una técnica numérica que extiende la dinámica de material granular o particulado tal como es descrito por el clásico DEM (discrete element method) (Cundall y Allen) pero con propiedades adicionales como estados termodinámicos, estrés/deformación, o campos electro-magnéticos para cada partícula. Contrariamente al concepto de la mecánica de medios continuos, el objetivo de XDEM es resolver cada partícula con los diferentes procesos que están ligados a ellas. Mientras DEM predice la posición y orientación en tiempo y espacio para cada partícula, XDEM adicionalmente estima propiedades como temperatura interna y/o distribución de especies o impacto mecánico con estructuras.

## Historia
La dinámica molecular desarrollada por Alder et al a finales de los 50's y por Rahman a inicios de los 60's puede ser apreciada como un primer paso hacia XDEM, sin embargo las fuerzas debido a colisiones entre partículas fueron reemplazadas por potenciales de energía (e.j. Lennard-Jones y los potenciales de moléculas y átomos como un largo rango de fuerzas para determinar la interacción).
De manera similar bajo la mecánica de fluidos se investigó la interacción entre partículas suspendidas en un flujo. Las fuerzas de arrastre/fricción ejercidas en las partículas por acción de la velocidad relativa entre las partículas y el fluido fueron tratadas como fuerzas adicionales actuando sobre las partículas. Así, ese fenómeno de flujo multifasico, incluyendo sólidos y fase de fluido, resuelve la fase de particulados mediante métodos discretos mientras que el fluido gaseoso o líquido es descrito por métodos continuos; de esa forma se etiqueta el método continuo y discreto combinado (CCDM: combined continuum and discrete model) aplicado por Kawaguchi et al, Hoomans, Xu 1997, y Xu 1998. Debido a la descripción discreta de la fase sólida las relaciones constitutivas son omitidas, y así se conduce a una mejor comprehension de los aspectos fundamentales. De igual manera, lo anterior fue concluido por Zhu 2007 et al y Zhu 2008 et al durante un estudio de flujos particulados modelados bajo el concepto CCDM.
En las últimas dos décadas, se ha observado un gran desarrollo describiendo el movimiento de materiales granulares a escala de partículas individuales por parte de DEM (Discrete Element Method) con fases fluidas siendo tratadas por ecuaciones de Navier-Stokes. De esta manera, el método es reconocido como una herramienta eficaz para investigar la interacción entre partículas y fases fluidas tal como fue investigado por Yu y Xu, Feng y Yu y Deen et al. Basado en la metodología CCDM las características de lechos con fluidizacion burbujeante y circulante fueron predichas por Gryczka et al.
Las bases teóricas de XDEM fueron desarrolladas en 1999 por Peters, quien describió la incineración de partículas de madera en movimiento dentro de un lecho fluido de acción delantera (FAG:Forward Acting Grate). El concepto fue después empleado por Simsek et al para predecir el proceso de horneado en una cámara de combustión. Además, aplicaciones en los procesos complejos de un alto horno han sido intentados por Shungo et al. En la actualidad, simulaciones numéricas en inyección de fluidos dentro de un ambiente gaseoso es incluido en un gran número de códigos CFD (ej. Star-CD de CD-adapco, Ansys y AVL-Fire); en éstos, pequeñas gotas de aerosol son tratadas mediante un enfoque cero-dimensional para tener en cuenta la transferencia de calor y masa de dichas gotas a la fase gaseosa.

## Metodología

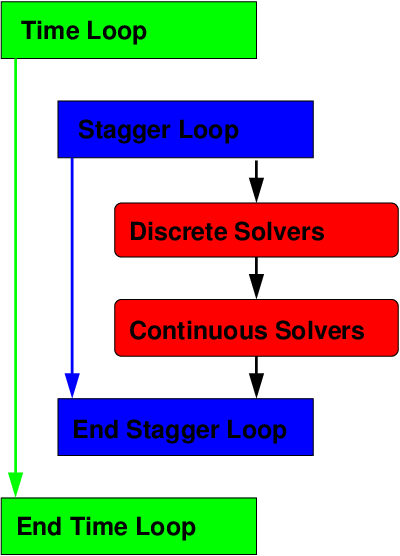
Metodología escalonada para aplicaciones discretas/continuas

Existen, y se desarrollan cada día, numerosos desafíos en ingeniería en los que fases continuas y discretas aparecen simultáneamente; por ende no pueden ser resueltas con exactitud por métodos continuos o discretos únicamente/exclusivamente. De esta manera XDEM establece una plataforma que acopla las fases discretas y continuas en un gran número de aplicaciones de ingeniería.
Aunque la investigación y el desarrollo de métodos numéricos en cada uno de los dominios continuos y discretos se encuentran aún en progreso, sus respectivos solucionadores han alcanzado un elevado grado de madurez.
A fin de acoplar enfoques discretos y continuos, dos principales conceptos son disponibles:
- Concepto monolítico: Las ecuaciones que describen fenómenos multi-físicos se resuelven simultáneamente mediante un único solucionador que produce una solución integral.
- Concepto particionado o escalonado: Las ecuaciones que describen fenómenos multi-físicos se resuelven secuencialmente mediante adaptados y distintos solucionadores que pasan los resultados de un análisis como entrada para el siguiente.

El primer concepto requiere un solucionador que incluya una combinación de todos los problemas físicos involucrados, por lo tanto requiere un gran esfuerzo de implementación. No obstante, existen situaciones en las cuales es difícil disponer los coeficientes de las ecuaciones diferenciales combinadas en una matriz.
El concepto particionado de acoplamiento entre un número de solucionadores representando los dominios individuales de la física ofrece ventajas distintivas sobre el concepto monolítico. Este, inherentemente, abarca un amplio grado de flexibilidad por acoplamiento de un número casi arbitrario de solucionadores. Por otra parte, se conserva un desarrollo de software más modular, esto permite más solucionadores específicos adecuados a los problemas que se dirigen. Sin embargo, simulaciones particionadas imponen algoritmos de acoplamiento estables y precisos que convencen por su carácter dominante.
Dentro del concepto escalonado de XDEM, los campos continuos se describen mediante la solución de las respectivas ecuaciones continuas. Las propiedades de partículas individuales tales como temperatura también se resuelven mediante la solución de las respectivas ecuaciones de conservación, las cuales proporcionan tanto una distribución interna espacial como temporal de las variables relevantes. Los principios de conservación con sus respectivas ecuaciones y variables a resolver para, y que son empleadas por, una partícula individual dentro de XDEM se enumeran en la siguiente tabla.
La solución de estas ecuaciones, en principio, define un campo tridimensional y temporal de las variables relevantes tales como temperatura o especies. Sin embargo, cuando dichos principios de conservación son aplicados a un gran número de partículas, por lo general se restringe la solución a máximo una dimensión representativa junto con el tiempo esto debido al alto consumo en tiempo de ejecución de la CPU. Asunciones uni-dimensionales, al menos en ingeniería de reacción, son sustentadas mediante evidencia experimental tal como fue señalado por Man and Byeong; entretanto, Lee et al enfatizó sobre la importancia de un comportamiento temporal.

## Aplicaciones

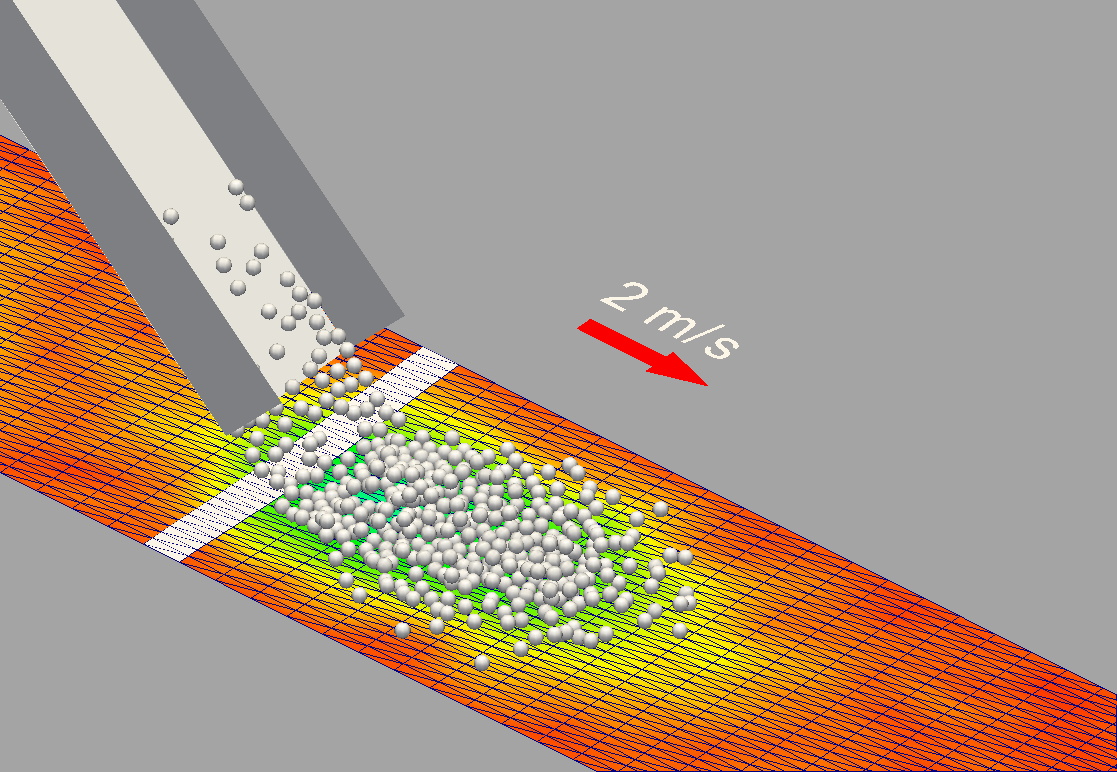
Deformación de una cinta transportadora debido impacto de material granular.

Problemas que involucran fases continuas y discretas son importantes en diversas aplicaciones tales como industria farmacéutica (ej. producción de medicinas), agricultura e industria de procesos, minería, construcción y maquinaria agrícola, manufactura de metales, producción energética, y sistemas biológicos. Algunos predominantes ejemplos son: café, hojuelas de maíz, nueces, carbón, arenas, combustibles renovables para la producción energética, y fertilizadores.
Inicialmente, tal como fue señalado por Hoomans, dichos estudios estaban limitados a simples configuraciones de flujo, no obstante, Chu y Yu demostraron que el método podría ser aplicado en aplicaciones complejas de configuraciones de flujo como por ejemplo lecho fluidizado, cinta transportadora, y ciclón de separación. Similarmente, Zhou et al aplicaron el concepto de CCDM a las geometrías complejas de quemadores de carbón pulverizado rico/pobre en una planta, además Chu et al modelaron el flujo complejo de aire, agua, carbón, y partículas de magnetita de diferentes tamaños dentro de un ciclón de medio denso (DMC: dense medium cyclone).
El concepto de CCDM ha sido también aplicado a lechos fluidizados tal como fue estudiado por Rowe y Nienow y Feng y Yu y aplicado por Feng and Yu al movimiento caótico de partículas con diferentes tamaños en lechos fluidizados gas-sólido. Posteriores las aplicaciones del método XDEM han incluido conversión térmica de biomasa en lecho fluido de acción delantera y de acción trasera. De igual manera fue estudiada la transferencia de calor en reactores de lechos estáticos o fijos en co-corrientes de aire a fin de calentar partículas, en la cual dependiendo de la posición y tamaño se experimentó diferentes tasas de transferencia de calor.
La deformación de una cinta transportadora debido al impacto de material granular que es descargado desde una tolva representa una aplicación en el campo del análisis de estrés/deformación de materiales.
|  |  |  |